# Orígenes de la Inquisición española

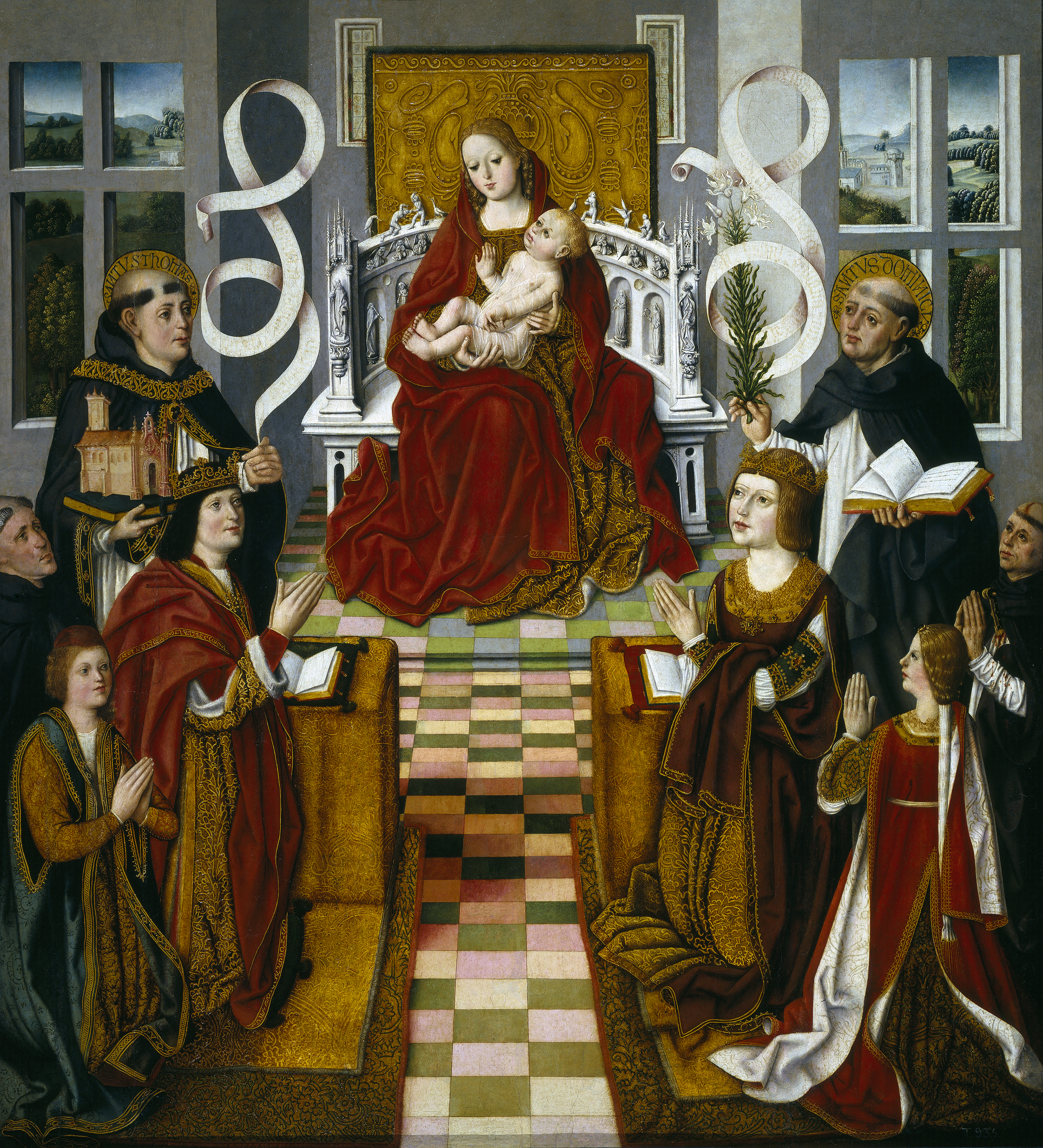
Cuadro Virgen de los Reyes Católicos en el que aparece arrodillado detrás del rey Fernando el Católico, el inquisidor general Tomás de Torquemada, y arrodillado detrás de la reina el inquisidor de Aragón Pedro de Arbués.

Los orígenes de la Inquisición española constituyen el relato de cómo y por qué los reyes Isabel I de Castilla y Fernando II de Aragón pidieron al papa y este les concedió —en 1478 para la Corona de Castilla y en 1483 para la Corona de Aragón— la instauración de la Inquisición española, que a diferencia de la inquisición pontificia medieval dependería del poder civil.

## Antecedentes
En los reinos cristianos de la península ibérica existió durante la Edad Media la inquisición episcopal, así llamada porque la jurisdicción sobre la herejía, el "crimen" eclesiástico convertido en delito público más importante, correspondía a los obispos quienes condenaban a los herejes con la expulsión de la diócesis o con la excomunión, aunque la Iglesia apeló constantemente a los tribunales seculares para que también la persiguiera, teniendo en cuenta la prohibición establecida por el derecho canónico de que los tribunales eclesiásticos dictaran condenas que supusieran el derramamiento de sangre. En 1184 el papa Lucio III extendió la inquisición episcopal a toda la cristiandad occidental, castigando a los herejes con el destierro y la confiscación de bienes, sin que se admitiera todavía la pena de muerte.
Sin embargo, algunos príncipes cristianos fueron más lejos. Entre ellos sobresalió Pedro II de Aragón que en 1197 promulgó en Gerona una durísima ordenanza antiherética en la que mandaba quemar vivos a los herejes que se negaran a abandonar sus dominios.
En 1231 el papa Gregorio IX creó la Inquisición pontificia que se superpondría a la inquisición episcopal, pero aquella no llegó a establecerse en la Corona de Castilla, donde la represión de la herejía corrió a cargo de los príncipes seculares basándose en una legislación también secular aunque reproducía en gran medida los estatutos de la inquisición pontificia. En Las Partidas se admitió "la persecución de los herejes, pero conducirlos, ante todo, a la abjuración; solo en caso de que persistieran en sus creencias podían ser entregados al verdugo. Los condenados perdían sus bienes y eran desposeídos de toda dignidad y cargo público". En el reinado de Fernando III de Castilla fue cuando se impusieron las penas más duras a los herejes. El propio rey ordenó marcarlos con hierros al rojo vivo, y una crónica habla de que «enforcó muchos home e coció en calderas».
En el resto de reinos cristianos peninsulares sí se estableció la inquisición pontificia. En la Corona de Aragón en 1233, en el reino de Navarra en 1238, aunque en el reino de Portugal no se introdujo hasta 1376, para caer en seguida en desuso.
En la Corona de Aragón su implantación se produjo como resultado de la preocupación que tenían su soberano Jaime I y los obispos de sus dominios por la llegada de herejes procedentes del otro lado de los Pirineos y que además estaban haciendo muchos adeptos. En principio se restableció la ordenanza antiherética de Pedro II el Catolico de 1197, pero el papa Gregorio IX presionó para que se instaurara la Inquisición que acababa de crear, contando con la ayuda de Raimundo de Peñafort. Al fin Jaime I cedió y el 7 de febrero de 1233 promulgó un edicto que establecía que «nadie pueda decidir en causas de herejía sino el obispo diocesano u otra persona eclesiástica que tenga potestad para ello», es decir, un inquisidor. Entre otras prescripciones en el edicto se establecía que «nadie tenga en romance los libros del Antiguo y Nuevo Testamento, sino que en el término de ocho días los entregue al obispo de su diócesis para ser quemados».
El papa confirmó el edicto y en 1235 envió al arzobispo de Tarragona un código de procedimiento inquisitorial redactado por Peñafort. En él se establecía la figura del legado pontificio, con carácter de juez extraordinario o inquisidor general, por lo que no presidía ningún tribunal permanente, a diferencia de su homónimo de la Inquisición española de la Edad Moderna. "Estos primeros legados suelen ser dominicos o franciscanos, los cuales, dada la exención de que gozaban respecto de los obispos, se convertían en instrumento apropiado de la administración pontificia y podían actuar de acuerdo con los príncipes, atendiéndose a una legislación universalmente establecida".
En el concilio de Tarragona de 1242 se aprobó un nuevo reglamento inquisitorial, que establecía que el hereje impenitente debía ser entregado al brazo secular, mientras que los simples afiliados habían de hacer penitencia todos los años de su vida en las fiestas que se señalaban, descalzos y en camisa, y siempre debían llevar dos cruces en el pecho, de distinto color que los vestidos. En algunos casos se llegaron a exhumar cadáveres de supuestos herejes para ser quemados.
La inquisición pontificia existió en la Corona de Aragón hasta que a principios del siglo XV dejó prácticamente de actuar. Durante ese tiempo se ocupó de casos aislados de herejía y de escaso arraigo popular como los procesos que se abrieron contra los fraticelli o contra los beguinos en diversos lugares de los Estados de la Corona. El más famoso de sus inquisidores fue el catalán Nicholas Eymerich gracias al manual Directorium Inquisitorum que escribió a mediados del siglo XIV.

### El fin de la "tolerancia" a los judíos: las matanzas de 1391
Hasta el siglo XIV los judíos de los reinos cristianos de la península ibérica habían sido «tolerados», entendiendo esa palabra, en sentido negativo, de permitir lo ilícito porque se obtiene de ello alguna utilidad. Como ha señalado Joseph Pérez, «hay que desechar la idea comúnmente admitida de una España donde las tres religiones del Libro —cristianos, musulmanes y judíos— habrían convivido pacíficamente durante los dos primeros siglos de la dominación musulmana y, más tarde, en la España cristiana de los siglos XII y XIII. La tolerancia implica no discriminar a las minorías y respetar la diferencia. Y, entre los siglos VIII y XV, no hallamos en la península nada parecido a la tolerancia». Henry Kamen, por su parte, afirma que «las comunidades de cristianos, judíos y musulmanes nunca habían vivido en pie de igualdad; la llamada convivencia fue siempre una relación entre desiguales» En los reinos cristianos, destaca Kamen, tanto judíos como musulmanes era tratados «con desprecio» y las tres comunidades «vivían existencias separadas».
En los siglos XII y XIII se recrudece el antijudaísmo cristiano en el Occidente medieval lo que queda plasmado en las duras medidas antijudías acordadas en el IV Concilio de Letrán celebrado en 1215 a instancias del papa Inocencio III. Los reinos cristianos peninsulares no fueron en absoluto ajenos al crecimiento del antijudaísmo cada vez más beligerante —en el código castellano de las Partidas se recordaba que los judíos vivían entre los cristianos «para que su presencia recuerde que descienden de aquellos que crucificaron a Nuestro Señor Jesucristo»—, pero los reyes siguieron «protegiendo» a los judíos por el importante papel que desempeñaban en sus reinos.
En el siglo XIV se termina el periodo de «tolerancia» hacia los judíos pasándose a una fase de conflictos crecientes. Según Joseph Pérez, «lo que cambia no son las mentalidades, son las circunstancias. Los buenos tiempos de la España de las tres religiones había coincidido con una fase de expansión territorial, demográfica y económica; judíos y cristianos no competían en el mercado de trabajo: tanto unos como otros contribuían a la prosperidad general y compartían sus beneficios. El antijudaísmo militante de la Iglesia y de los frailes apenas hallaba eco. Los cambios sociales, económicos y políticos del siglo XIV, las guerras y las catástrofes naturales que preceden y siguen a la Peste Negra crean una situación nueva. […] [La gente] se cree víctima de una maldición, castigada por pecados que habría cometido. El clero invita a los fieles a arrepentirse, a cambiar de conducta y regresar a Dios. Es entonces cuando la presencia del pueblo deicida entre los cristianos se considera escandalosa».

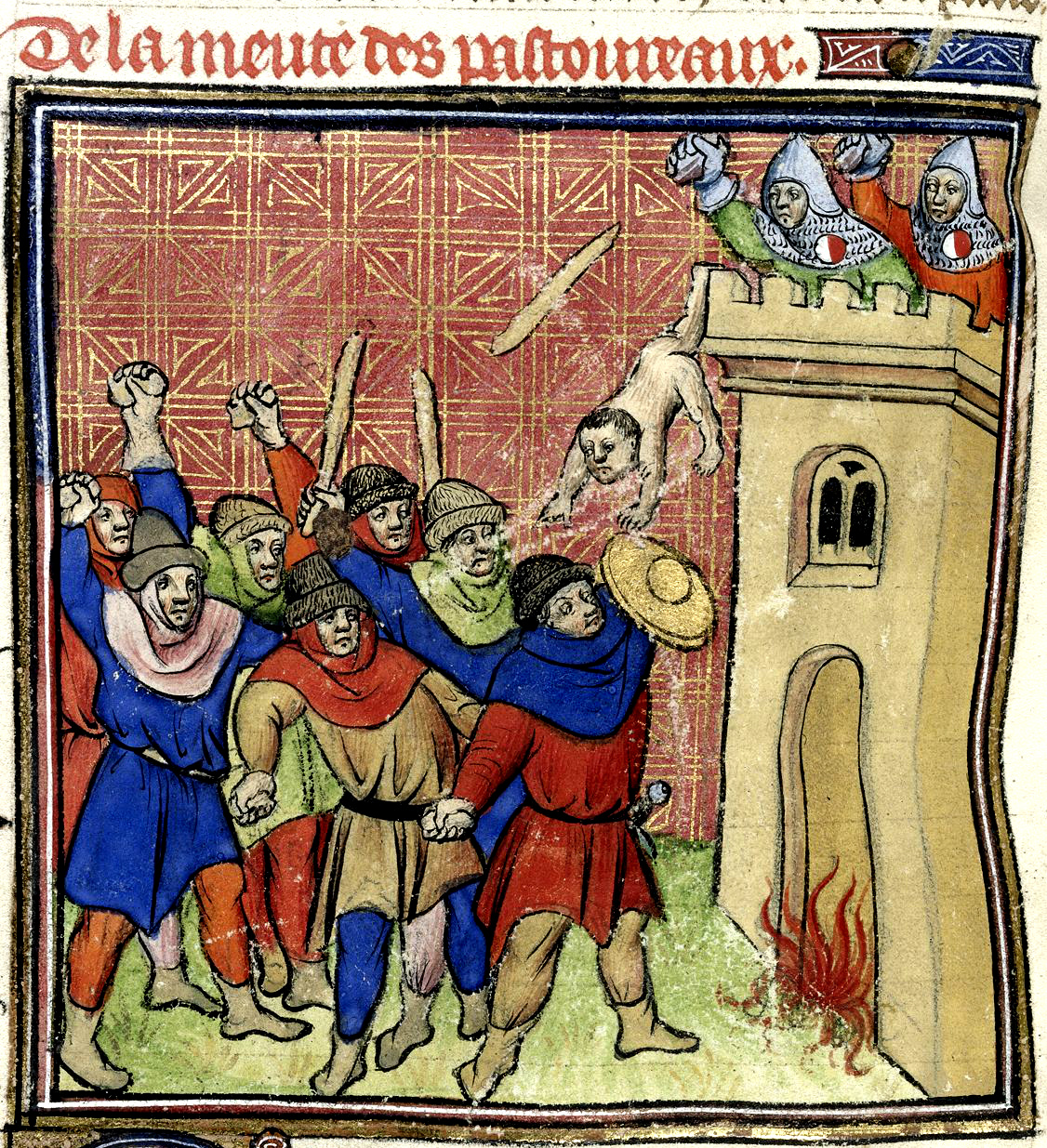
Pastorcillos asaltando una ciudad

La primera ola de violencia contra los judíos en la península ibérica se produjo en el reino de Navarra como consecuencia de la llegada en 1321 de la cruzada de los pastorcillos desde el otro lado de los Pirineos. Las juderías de Pamplona y de Estella son masacradas. Dos décadas más tarde el impacto la Peste Negra de 1348 provoca asaltos a las juderías de varios lugares, especialmente las de Barcelona y de otras localidades del Principado de Cataluña. En la Corona de Castilla la violencia antijudía se relaciona estrechamente con la guerra civil del reinado de Pedro I en la que el bando que apoya a Enrique de Trastámara utiliza como arma de propaganda el antijudaísmo y este acusa a su hermanastro el rey Pedro de favorecer a los judíos. Así la primera matanza de judíos, que tuvo lugar en Toledo en 1355, fue ejecutada por los partidarios de Enrique de Trastámara cuando entran en la ciudad. Lo mismo sucede once años más tarde cuando ocupan Briviesca. En Burgos, los judíos que no pueden pagar el cuantioso tributo que se les impone en 1366 son reducidos a esclavitud y vendidos. En Valladolid la judería es asaltada en 1367 al grito de «¡Viva el rey Enrique!». Aunque no hay víctimas, las sinagogas son incendiadas.
Pero la gran catástrofe para los judíos de la península ibérica tiene lugar en 1391 cuando las juderías de la Corona de Castilla y de la Corona de Aragón son masacradas. Los asaltos, los incendios, los saqueos y las matanzas se inician en junio en Sevilla, donde Fernando Martínez, arcediano de Écija, aprovechando el vacío de poder que crea la muerte del arzobispo de Sevilla endurece sus predicaciones en contra de los judíos que había iniciado en 1378 y manda derribar las sinagogas y requisa los libros de oraciones. En enero de 1391 un primer intento de asalto a la judería puede ser evitado por las autoridades municipales, pero en junio cientos de judíos son asesinados, sus casas saqueadas y las sinagogas convertidas en iglesias. Algunos judíos logran escapar; otros, aterrorizados, piden ser bautizados.

Matanza de judíos en Barcelona en 1391 (Josep Segrelles, ca. 1910).

Desde Sevilla la violencia antijudía se extiende por Andalucía y luego pasa a Castilla. En agosto alcanza a la Corona de Aragón. En todas partes se reproducen los asesinatos, los saqueos y los incendios. Los judíos que logran salvar la vida es porque huyen —muchos se refugian en el reino de Navarra, en el reino de Portugal o en el reino de Francia; otros se marchan al norte de África— y sobre todo porque aceptan ser bautizados, bajo la amenaza de muerte. El número de víctimas es difícil de saber. En Barcelona fueron asesinados unos 400 judíos; en Valencia 250; en Lérida 68…
Tras la revuelta de 1391 se recrudecen las medidas antijudías —en Castilla se ordena en 1412 que los judíos se dejen barba y lleven un distintivo rojo cosido a la ropa para poder ser reconocidos; en la Corona de Aragón se declara ilícita la posesión del Talmud y se limita a una el número de sinagogas por aljama— y las órdenes mendicantes intensifican su campaña para que los judíos se conviertan, en la que destaca el valenciano Vicente Ferrer, y que recibe el apoyo de los monarcas —en la Corona de Aragón se decreta que los judíos asistan obligatoriamente a tres sermones al año—. Como consecuencia de las masacres de 1391 y las medidas que le siguieron hacia 1415 más de la mitad de los judíos de Castilla y de Aragón habían renunciado a la ley Mosaica y se habían bautizado, entre ellos muchos rabinos y personajes importantes. En la Corona de Aragón, aljamas importantes como las de Barcelona, Valencia o Palma prácticamente desaparecieron —en 1424 el call o judería de Barcelona fue abolido porque se consideró innecesario—, y solo quedó intacta la de Zaragoza. En Castilla aljamas en otro tiempo florecientes como las de Sevilla, Toledo o Burgos perdieron gran parte de sus miembros —en Toledo la antigua judería en 1492 solo tenía unas cuarenta casas—. En total apenas cien mil judíos de Castilla y de Aragón se mantuvieron fieles a su religión. Como ha señalado Joseph Pérez, «el judaísmo español nunca se repondrá de esta catástrofe, preludio de la expulsión que tendrá lugar un siglo más tarde». En 1492, el año de su expulsión, en la Corona de Aragón tan solo quedaba una cuarta parte de los judíos que había antes de 1391 —la famosa comunidad judía de Gerona, por ejemplo, se quedó con solo 24 familias—. En la Corona de Castilla no llegaban a ochenta mil —en Sevilla antes de las revueltas de 1391 había unas 500 familias judías; cincuenta años después solo quedaban 50—.

### El «problema converso»

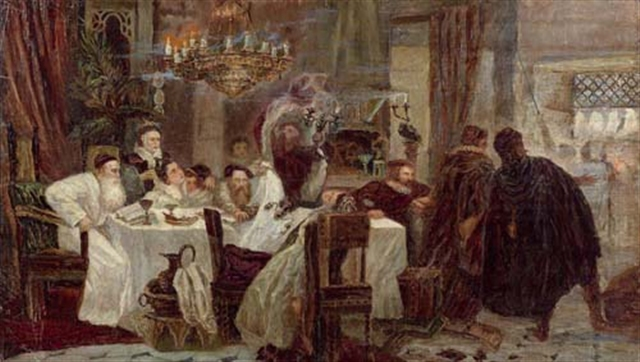
Marranos. Ceremonia secreta en España en la época de la Inquisición. Pintura de historia del artista ruso-judío Moshe Maimon, 1893.

El término converso se aplicó a los judíos que se habían bautizado y a sus descendientes. Como muchos de ellos lo había hecho a la fuerza siempre fueron mirados con desconfianza por los que se llamarán a sí mismos cristianos viejos
En el siglo XV las posiciones abandonadas por los judíos son ocupadas en su mayoría por los conversos, que se concentran allí donde habían florecido las comunidades judías antes de 1391. Se ocupan de las actividades que antes desempeñaban los judíos: el comercio, el préstamo, el artesanado. Por ejemplo, en Burgos son los conversos los que dominan el gran comercio internacional de la lana. Además los conversos al ser cristianos pueden acceder a oficios y profesiones que antes estaban prohibidas a los judíos, y son bastantes los que ocupan cargos públicos —en ciudades como Burgos, Toledo, Segovia, Cuenca o Guadalajara los conversos eran muy influyentes en los consejos municipales— y algunos ingresan en el clero llegando a ser canónigos o priores. E incluso obispos.
El ascenso social de los conversos fue visto con recelo por los cristianos «viejos». En Palencia una crónica habla de que en 1465 «entre los cristianos viejos e los conversos abía abido grandes bandos». El cronista converso Diego de Valera cuenta que en el concejo de Córdoba

avía grandes enemistades e grande envidia, como los cristianos nuevos de aquella cibdad estoviesen muy ricos y les viesen de continuo comprar oficios, de los cuales usaban soberbiosamente, de tal manera que los cristianos viejos no la an comportar

Otro factor que contribuyó a acentuar el prejuicio contra los conversos fue la conciencia por parte estos de que poseían una identidad diferenciada, orgullosos de ser cristianos y de tener ascendencia judía, que era el linaje de Cristo. Un converso solía terminar el Ave María con las palabras, Virgen María, Madre de Dios y pariente nuestra, ruega por nosotros. En la Corona de Aragón se llamaban a sí mismos cristianos de Israel. Alonso de Palencia recoge las quejas de los cristianos «viejos» que afirmaban que los conversos actuaban como nación aparte, en ningún territorio aceptaban consorcio con los cristianos viejos, antes, cual pueblo de ideas completamente opuestas, favorecía a las claras y con la mayor osadía cuanto les era contrario, como demostraban las semillas de amarguísimos frutos extendidos por tantas ciudades del reino. «Semejantes actitudes por parte de los conversos nacieron seguramente más como un gesto de defensa que de arrogancia, pero contribuyeron a erigir un muro de desconfianza entre los cristianos viejos y los nuevos. En particular la idea de que formaban una nación conversa, que arraigó de manera irrevocable en la mentalidad de los cristianos de origen judío, les hizo aparecer como una entidad aparte, ajena y enemiga de la comunidad. Y ello tuvo consecuencias fatales».
En Castilla entre 1449 y 1474, un período de dificultades económicas y de crisis política provocada por la guerra civil del reinado de Enrique IV, estallan revueltas populares contra los conversos. La primera tuvo lugar en 1449 en Toledo donde Pedro Sarmiento, dueño de la ciudad durante varios meses, adopta una serie de medidas anticonversas, como que no se aceptara su testimonio contra los cristianos «viejos» en los tribunales o prohibir mediante la Sentencia-Estatuto el acceso a los cargos municipales de «ningún confesso del linaje de los judíos» por lo que quedarían reservados a los cristianos «viejos» —un antecedente de los estatutos de limpieza de sangre del siglo siguiente— e incita a la violencia contra ellos —sus casas son saqueadas—. Las autoridades eclesiásticas rechazaron esta discriminación entre cristianos «nuevos» y «viejos» por ser contraria a la fe cristiana —el obispo de Cuenca llegó considerarlo una proposición herética—. El papa Nicolás V intervino promulgando una bula el 24 de septiembre de 1449 con el significativo título de Humanis generis inimicus en la que declaraba «que todos los católicos forman un cuerpo con Cristo, de acuerdo con las enseñanzas de nuestra fe». Otra bula de la misma fecha excomulgaba a Sarmiento y a sus seguidores. En cambio el rey Juan II de Castilla pidió al papa que revocara la excomunión y confirmó la Sentencia-Estatuto. En 1467 su sucesor Enrique IV extendió a Ciudad Real el privilegio de Toledo de excluir a los conversos de los cargos municipales. Un año después el arzobispo de Toledo Alonso Carrillo denunciaba de nuevo la distinción entre cristianos «viejos» y «nuevos» porque inducen gran escándalo é cisma é dividen la túnica inconsubtile de Christo.

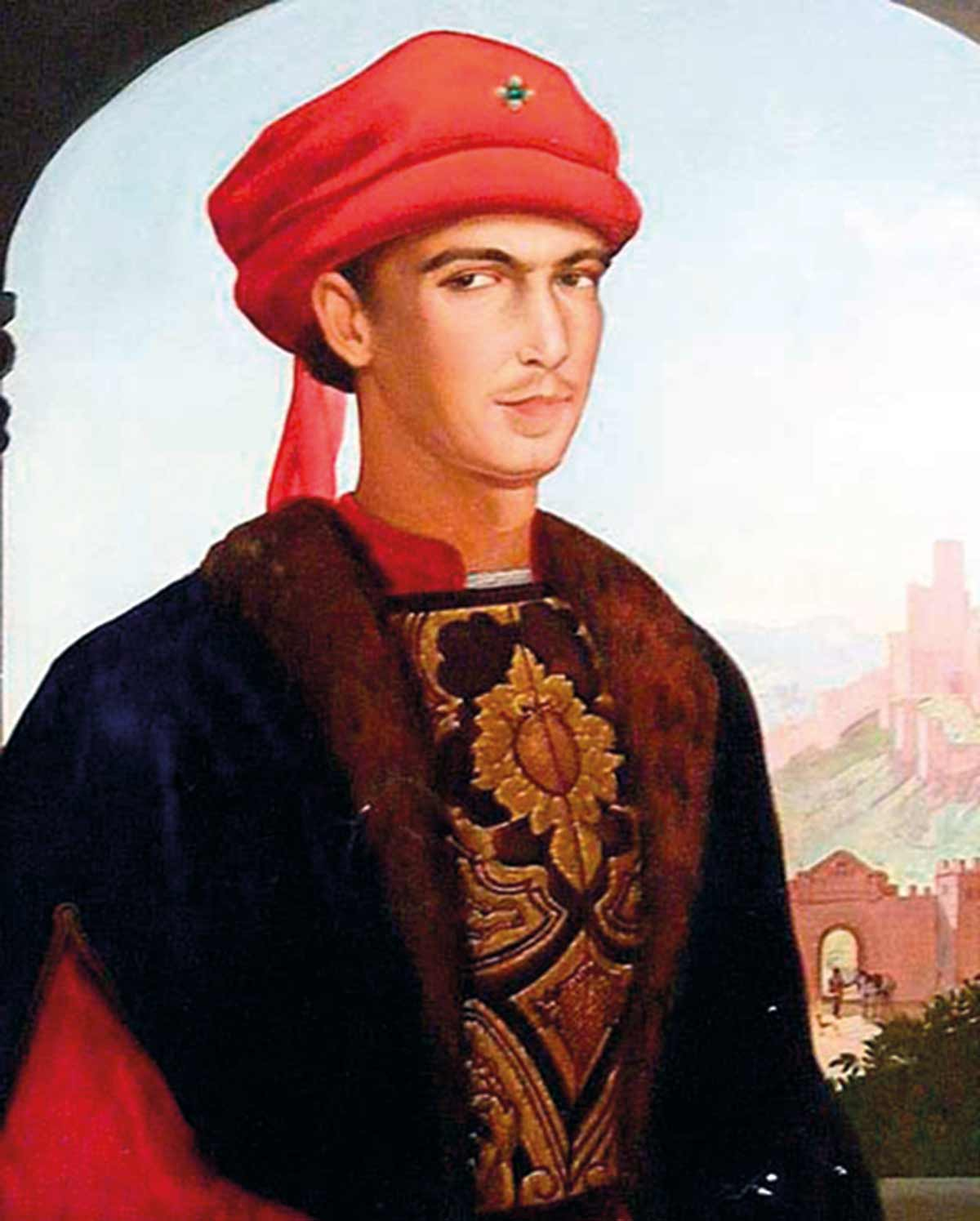
Miguel Lucas de Iranzo, Condestable de Castilla.

La violencia anticonversa se volvió a reproducir durante la guerra civil castellana del reinado de Enrique IV, desarrollándose prácticamente en los mismos lugares que la revuelta antijudía de 1391, aunque esta vez será Córdoba, y no Sevilla, la ciudad donde se inicien en 1473 las matanzas de conversos y el saqueo e incendio de sus casas —en Jaén «una de las víctimas fue el condestable de Castilla, el converso Miguel Lucas de Iranzo, degollado ante el altar mayor de la catedral mientras trataba de defender a los conversos»—. El origen de las revueltas era económico —en Andalucía especialmente se vive una situación de hambre, agravada por una epidemia de peste— y en principio «no van dirigidas especialmente contra los conversos. Son los partidos y los demagogos los que se aprovechan de la exasperación del pueblo y la dirigen contra los conversos».
Para justificar los ataques a los conversos se afirma que estos son falsos cristianos y que en realidad siguen practicando a escondidas la religión judía. Según Joseph Pérez, «es un hecho probado que, entre los que se convirtieron para escapar al furor ciego de las masas en 1391, o por la presión de las campañas de proselitismo de comienzos del siglo XV, algunos regresaron clandestinamente a su antigua fe cuando pareció que había pasado el peligro; de estos se dice que judaízan». La acusación de criptojudaísmo se hace más verosímil cuando se conocen algunos casos de destacados conversos que siguieron observando los ritos judaicos después de su conversión. Es el caso del patriarca de la poderosa familia de la Caballería de Zaragoza, quien nunca dejó de rezar las plegarias judías ni de cumplir con el Sabbat. Aún más grave fue el caso del padre García Zapata, prior del monasterio jerónimo de Sisla, cerca de Toledo, que en la eucaristía pronunciaba en voz baja blasfemias y frases irreverentes —será una de las primeras víctimas de la Inquisición y morirá en la hoguera—. Pero los conversos que judaizaban, según Joseph Pérez, fueron una minoría aunque relativamente importante. Lo mismo afirma Henry Kamen cuando dice que «puede afirmarse que a finales de la década de 1470 no había ningún movimiento judaizante destacado o probado entre los conversos». Además señala que cuando se acusaba a un converso de judaizar, en muchas ocasiones las «pruebas» que se aportaban eran en realidad elementos culturales propios de su ascendencia judía —como considerar el sábado, no el domingo, como el día de descanso—, o la falta de conocimiento de la nueva fe —como no saber el credo o comer carne en Cuaresma—. «La cosecha de herejías recogida por la primera Inquisición debió su éxito a la falsificación deliberada o a la forma completamente indiscriminada en la que los vestigios de costumbres judías se interpretaron como herejías. […] No hubo una religión conversa sistemática en la década de 1480 que justificara la creación de la Inquisición».
Así es como nace el «problema converso». El bautizado no puede renunciar a su fe según la doctrina canónica de la Iglesia por lo que el criptojudaísmo es asimilado a la herejía, y como tal debe ser castigada. Así lo empiezan a reclamar diversas voces incluidas las de algunos conversos que no quieren que se ponga en duda la sinceridad de su bautismo por culpa de esos «falsos» cristianos que empiezan a ser llamados marranos. Precisamente a mediados del siglo XV aparecen en Castilla dos obras escritas por dos conversos —aunque del primero Henry Kamen duda de que lo fuera— en las que se ataca muy duramente al judaísmo y se denuncia a los conversos que judaízan. La primera es Fortalitium fidei (1459) del franciscano Alonso de Espina, confesor del rey Enrique IV, en la que se pide el castigo a los marranos y en la que se afirma que la presencia de los judíos entre los cristianos es lo que invita a los conversos a seguir practicando la Ley de Moisés —lo que anticipa la razón que se aducirá para expulsar a los judíos en 1492—. La segunda es Lumen ad revelationem gentium (1465) del jerónimo Alonso de Oropesa, en la que también se propugna el máximo rigor con los judaizantes y asimismo se culpa a la presencia de los judíos del fenómeno del marranismo.

## La creación de la Inquisición en la Corona de Castilla
Aunque en el siglo XV estaba prácticamente inactiva, en la Corona de Aragón existía la inquisición pontificia desde 1232 y los dominicos catalanes Raimundo de Peñafort y Nicholas Eymerich habían sido destacados miembros de la misma. En cambio, en la Corona de Castilla la inquisición pontificia nunca se instauró porque, según Henry Kamen, "los obispos y los tribunales eclesiásticos se habían bastado más que de sobras para reprimir cualquier herejía". La situación cambió cuando se planteó el "problema converso" y ya en 1461 un grupo de franciscanos encabezados precisamente por el presunto converso Alonso de Espina plantearon al confesor del rey, el también converso Alonso de Oropesa, la necesidad de que sobre los herejes se haga inquisición en este reyno según como se hace en Francia. La propuesta fue aceptada por Enrique IV de Castilla quien elevó la petición al papa, pero no volvió a insistir en ella a causa del estallido de la guerra civil castellana. Mientras tanto dos conversos eran quemados en la hoguera en Llerena (Extremadura) en 1467 por judaizar.

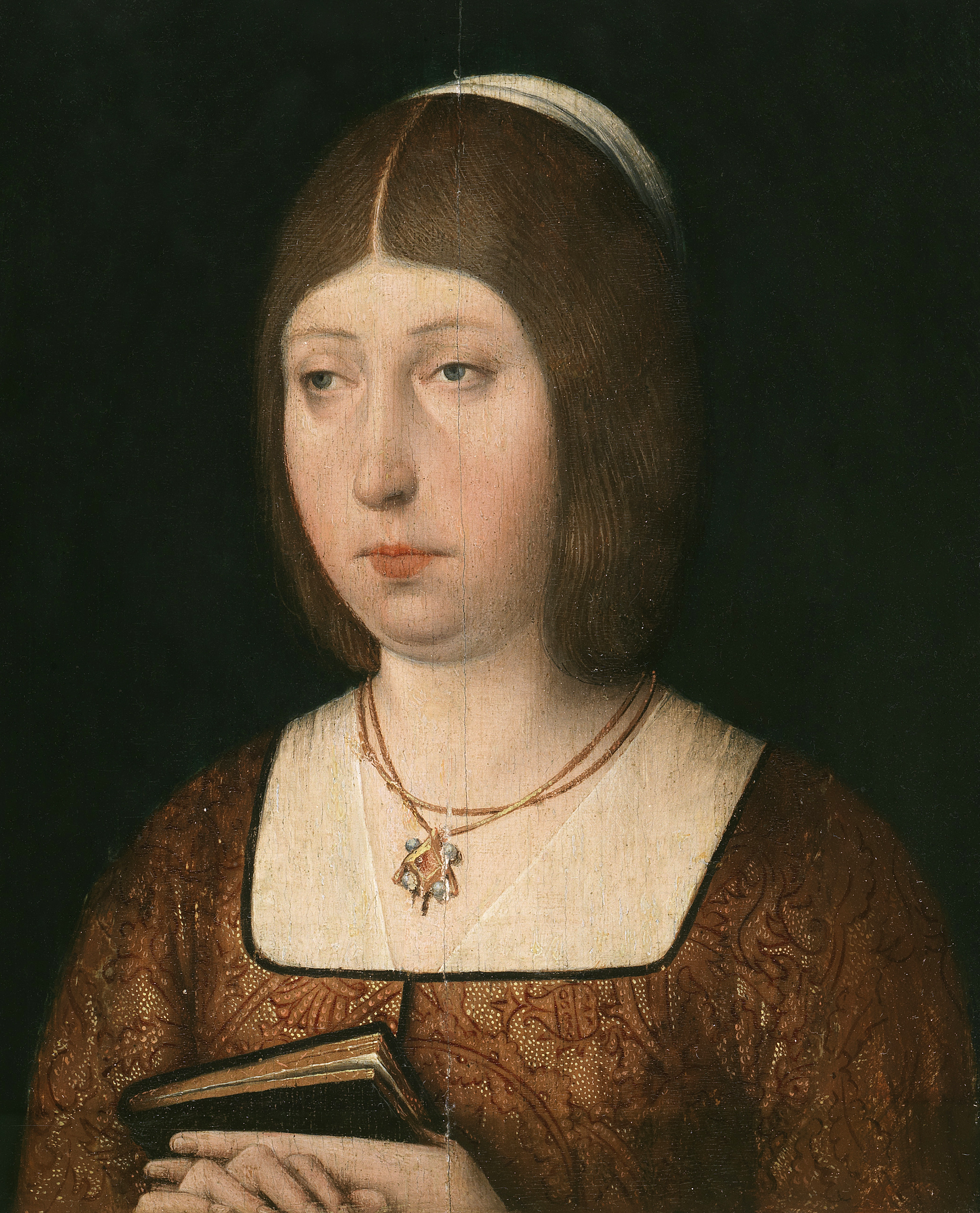
Isabel I de Castilla.

En 1474 accede al trono Isabel I de Castilla, casada con el heredero de la Corona de Aragón, el futuro Fernando II de Aragón. Una de sus primeras preocupaciones es restablecer el orden y garantizar la vida y las propiedades de todos sus vasallos y también de los judíos. Así el 6 de septiembre de 1477 en una carta dirigida a la comunidad judía de Sevilla la reina les da garantías sobre su seguridad:

Tomo bajo mi protección a los judíos de las aljamas en general y a cada uno en particular, así como a sus personas y sus bienes; les protejo contra cualquier ataque, sea de la naturaleza que sea…; prohíbo que se les ataque, mate o hiera; prohíbo asimismo que se adopte una actitud pasiva si se les ataca, mata o hiere

Al mismo tiempo los reyes deciden afrontar el "problema converso", sobre todo cuando el prior de los dominicos de Sevilla, fray Alonso de Ojeda les remite en 1475 un informe alarmante sobre la cantidad de conversos que en esa ciudad judaízan, incluso de manera abierta: circuncidan a sus hijos, observan el sabbath, se abstienen de comer carne de cerdo, celebran la Pascua judía, entierran a sus muertos según los ritos judíos, etcétera. Dos años después los reyes realizan una visita a Sevilla donde pasan más de un año y allí conocen de primera mano lo que está sucediendo. Poco después de partir, Alonso de Ojeda informa a la reina de que había hallado pruebas de la celebración de una reunión de conversos judaizantes en la ciudad y le pide medidas enérgicas contra ellos.

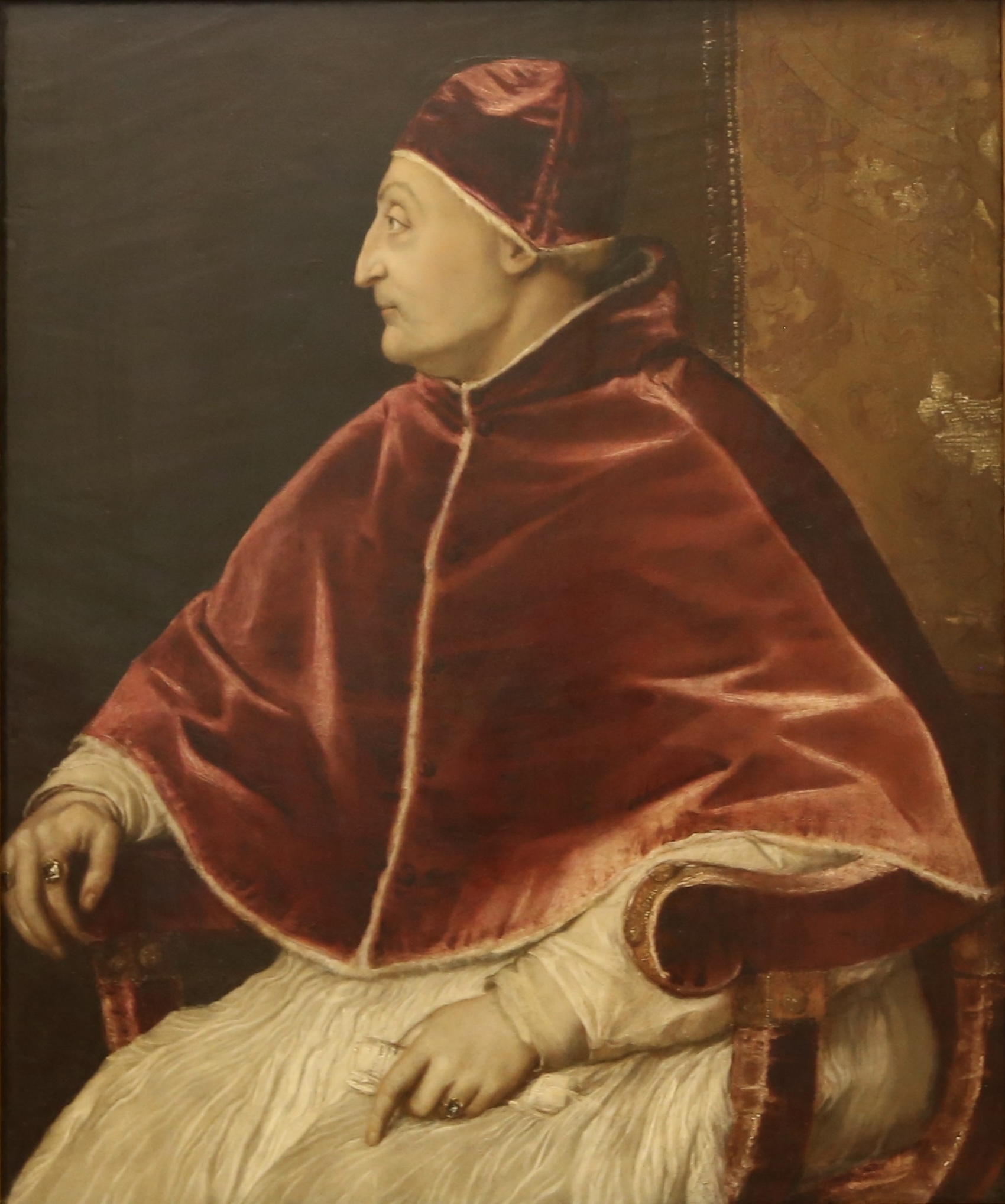
El papa Sixto IV

Según Joseph Pérez, la reina Isabel se resistió inicialmente a usar la fuerza contra los conversos judaizantes, encontrando apoyo en su confesor Hernando de Talavera y en el arzobispo de Sevilla, el cardenal Pedro González de Mendoza. Pero el rey Fernando impuso su criterio y los reyes se dirigieron al papa Sixto IV para que les autorizara a nombrar inquisidores en sus reinos, lo que el papa les concedió por la bula Exigit sincerae devotionis del 1 de noviembre de 1478. Henry Kamen, por su parte, afirma que la decisión la tomaron el rey y la reina conjuntamente después de recibir un informe —en cuya redacción participó Tomás de Torquemada prior del convento dominico de Segovia— en el que se afirmaba que los conversos continuaban practicando los ritos judíos no solo en Sevilla sino en toda Andalucía y en Castilla. En la bula el papa Sixto IV estipulaba que los inquisidores debían de ser dos o tres sacerdotes de más de cuarenta años y concedía a los reyes su nombramiento y destitución.
Sin embargo los reyes tardaron dos años en nombrar los inquisidores de Sevilla, según Josep Pérez, para dar una oportunidad al arzobispo para que intentara resolver el "problema converso" por la vía de la predicación. Así el cardenal Mendoza mandó redactar un catecismo que se distribuyó por todas las iglesias de la diócesis y en una carta pastoral pidió a los párrocos que se ocuparan de explicarlo a los nuevos cristianos. Por su parte el confesor de la reina fray Hernando de Talavera se dedicó a predicar y a advertir a los judaizantes del peligro que les amenazaba si no retornaban a la fe cristiana. Como ha señalado Joseph Pérez, tanto el cardenal Mendoza como fray Hernando de Talavera "captan muy bien la realidad del problema: muchos conversos han recibido una instrucción religiosa muy insuficiente, por no decir nula; ¿cómo se les puede exigir que practiquen una fe que no conocen, o conocen mal? ¿Cómo se les puede castigar por errores que son fruto de la ignorancia?". Henry Kamen, por su parte, afirma que "una explicación verosímil para esta política [de retrasar dos años la aplicación de la bula papal] es que la corona optara prudentemente por un período de indulgente tolerancia antes de tomar medidas más severas, como también es posible que influyera el gran número de conversos que ocupaban puestos en la corte".
Pero la campaña evangelizadora no consiguió los resultados que sus promotores esperaban. Incluso se difundió en Sevilla un escrito anónimo en el que un judeoconverso justificaba que se pudiera practicar simultáneamente el judaísmo y el cristianismo y además ponía en cuestión determinados dogmas cristianos, como el de la Santísima Trinidad, y el culto a las imágenes y a los santos. Hernando de Talavera escribió una réplica titulada Católica impugnación, pero el libelo anónimo confirmaba a los partidarios de la mano dura de que esta era la única solución para resolver el problema converso. El 27 de septiembre de 1480 los reyes nombraban a los dos primeros inquisidores para Sevilla. Con esta decisión nació el Santo Oficio que no desaparecería hasta 1834. Según explicó el rey Fernando años más tarde: No pudimos menos fazer, porque nos dixeron tantas cosas del Andaluzía.

### Los motivos de los reyes para establecer la Inquisición
Según Joseph Pérez, Fernando e Isabel "estaban convencidos de que la Inquisición obligaría a los conversos a integrarse definitivamente: el día en que todos los nuevos cristianos renunciaran al judaísmo nada les distinguiría ya de los otros miembros del cuerpo social… Es el mismo razonamiento que impulsa a los reyes, en 1492, a expulsar a los judíos que no quieren renunciar a su fe".
Henry Kamen, por su parte, pone en cuestión los motivos religiosos alegando que Fernando e Isabel "puede que fueran católicos fervientes, pero de ninguna manera se les puede considerar antisemitas o contrarios a los conversos". Además señala que "fuera de un puñado de ciudades en el sur donde había habido disturbios políticos, no se presionó para se iniciara una inquisición". Kamen defiende que la decisión fue tomada para resolver un problema concreto en Andalucía. "Ni la corona ni los primeros defensores de la Inquisición miraban, en los años de 1480, más allá de las lindes de Andalucía. El objetivo inmediato era reforzar allí la ortodoxia religiosa". Y por otro lado, también según Kamen, la decisión se adoptó en el contexto de la política de Isabel y de Fernando de pacificación general del reino y de fortalecimiento de la autoridad real, por lo que en principio fue "una medida más o menos rutinaria. El desarrollo de los acontecimientos pronto la convirtió en algo mucho más serio, ya que implicaba a las elites conversas urbanas, que hasta la fecha habían apoyado sin vacilar a la corona".

### Las primeras actuaciones de la Inquisición y el conflicto con el papa

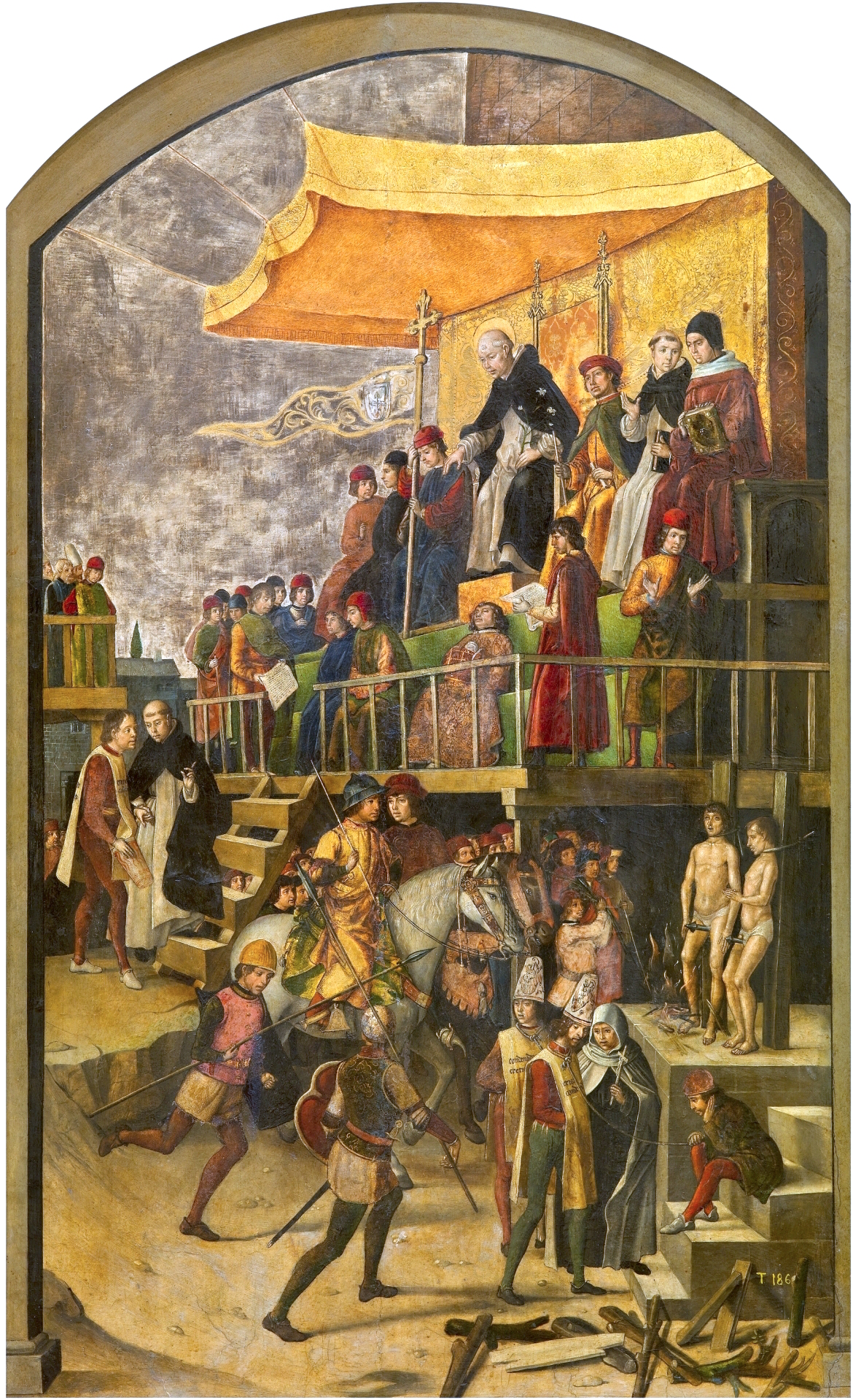
"Auto de fe", pintado por Pedro Berruguete.

Los dos primeros inquisidores nombrados por los reyes para que hicieran frente al "problema converso" en Sevilla, fueron los dominicos Juan de San Martín y Miguel de Morillo, que contarán con Juan Ruiz de Medina, perteneciente al clero secular y miembro del Consejo Real, como consejero jurídico. Son recibidos por las autoridades y la nobleza sevillanas con bastantes reservas lo que obliga a los reyes a ordenarles que colaboren con ellos.
La noticia de la llegada de los inquisidores provocó el pánico entre los conversos y muchos de ellos huyeron. Unas tres mil familias se marcharon al extranjero —al reino de Portugal, al reino de Francia o al norte de África— y unas ocho mil personas buscaron refugios en los estados señoriales de la nobleza andaluza —semanas después los inquisidores ordenarán a los señores que dejen de proteger a los conversos bajo pena de ser acusados de complicidad y de obstrucción al Santo Oficio—.
El pánico se extiende por toda Andalucía. Así lo relata el cronista Hernando del Pulgar, incluida la reacción de la reina:

E como quier que la absencia de esta gente despobló gran parte de aquella tierra, e fue notificado a la reyna que el trato se disminuía; pero estimando en poco la disminución de sus rentas, e reputando en mucho la limpieza de sus tierras, decía que todo interese pospuesto quería limpiar la tierra de aquel pecado de la heregía, porque entendía que aquello era servicio de Dios e suyo. E las suplicaciones que le fueron hechas en este caso, no la retraxeron deste propósito

Los conversos que no huyen se disponen a hacer frente a los inquisidores y a obligarles a que abandonen la ciudad. Sin embargo el complot que un grupo preparaba en Sevilla es descubierto y los conjurados son detenidos y condenados a muerte, figurando así entre las primeras víctimas de la inquisición.
Los dos inquisidores de Sevilla comienzan a actuar inmediatamente haciendo arrestar a muchos sospechosos de judaizar. El 6 de febrero de 1481 se organiza el primer auto de fe —seis personas fueron quemadas en la hoguera y el sermón lo pronunció fray Alonso de Hojeda—. Como el trabajo los desborda el papa autoriza el nombramiento de siete inquisidores más el 11 de febrero de 1482, todos ellos dominicos, entre los que se encuentra Tomás de Torquemada, prior del convento de Santa Cruz de Segovia. Ese mismo año se crea un tribunal en Córdoba, y al año siguiente sendos tribunales en Jaén y Ciudad Real. Entre 1481 y 1488 dictan unas setecientas condenas a muerte y miles de cadenas perpetuas y otros castigos.
La severidad de los inquisidores causa estupor y varias personas destacadas, como el cronista Hernando del Pulgar o el protonotario Juan Ramírez de Lucena, piden indulgencia para los nuevos cristianos, cuyo único crimen es la ignorancia de su nueva fe. Lucena, dice una crónica, emsistió con los Reyes que no oviese inquisición y que debían ser tratados como infieles y no como herejes, y utilizar las razones y los halagos para convencerles y no coaccionarlos con castigos. Hernando del Pulgar, por su parte, denunció la actuación de los inquisidores ante el arzobispo de Sevilla en una carta en la que le dice que en Andalucía miles de jóvenes conversos

… nunca de sus cassas salieron ni oyeron ni supieron otra doctrina sino la que vieron hazer a sus padres de puertas adentro. Quemar todos estos sería cosa crudelissima y aun diffícile de hazer. 
 No digo señor esto a favor de los malos, mas en remedio de los enmendados, el qual me parecería señor poner en aquella tierra personas notables y con algunos dellos de su misma nación que exemplo de vida y con palabras de dotrina reduxiesen a los unos y enmendasen a los otros. Buenos son, por cierto, [los inquisidores] Diego de Merlo y el doctor Medina, pero yo sé bien que no harán ellos tan buenos Christianos con su fuego como hizieron los obispos don Paulo [de Santa María] y don Alonso [de Cartagena] con su agua.

Las familias de los condenados van más lejos y denuncian directamente al papa la crueldad de los inquisidores. El papa Sixto IV, conmocionado por lo que lee, confiesa en una carta del 29 de enero de 1482 que se precipitó al conceder a los reyes el establecimiento de la inquisición, pensando que iba a funcionar como la inquisición pontificia medieval, y reconoce que los inquisidores han abusado de su poder y además denuncia que se les niegue a los condenados el derecho de apelar las sentencias ante él mismo.
Sin embargo al verse sometido a fuertes presiones diplomáticas, el papa da marcha atrás en su intención de revocar la autorización que había dado a los reyes, y el 11 de febrero de 1482 permite que los inquisidores continúen en sus cargos y amplía su número, aunque exige cambios importantes en el funcionamiento del tribunal: que los inquisidores rindan cuentas ante los obispos; que no se oculten los nombres de los testigos de cargo; y que los condenados puedan recurrir la sentencia a Roma.

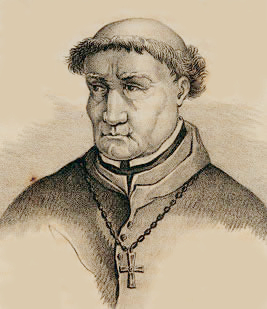
Tomás de Torquemada, primer inquisidor general.

Pero el rey Fernando de Aragón no admite ninguna de estas condiciones, especialmente el reconocimiento del derecho de apelación de los condenados a Roma, y de nuevo el papa acaba cediendo. Lo único que consigue es que puedan apelar ante el arzobispo de Sevilla, pero al mismo tiempo nombra inquisidor general al dominico Tomás de Torquemada, por lo que a partir de ese momento será él quien nombre a los inquisidores.
El derecho de apelación ante el arzobispo de Sevilla será revocado el 25 de septiembre de 1486 por el papa Inocencio VIII, sucesor de Sixto IV fallecido en agosto de 1484, al verse sometido de nuevo a fuertes presiones diplomáticas. A partir de entonces las apelaciones se harán ante el inquisidor general. Los obispos condenados por la Inquisición serán los únicos que podrán apelar al papa. Inocencio VIII, concede a los reyes en 1488 la facultad de designar, en su momento, al sucesor de Torquemada en el cargo de inquisidor general.
Como ha señalado Joseph Pérez, "el pulso con el papado acaba, pues, con el triunfo de los soberanos. El primero renuncia a favor de los segundos a una de sus prerrogativas esenciales; la defensa de la fe y la lucha contra la herejía dependen ahora en España de un tribunal que actúa por delegación del papado, pero que está bajo la autoridad del poder civil, que designa a sus magistrados".

## La Inquisición en la Corona de Aragón

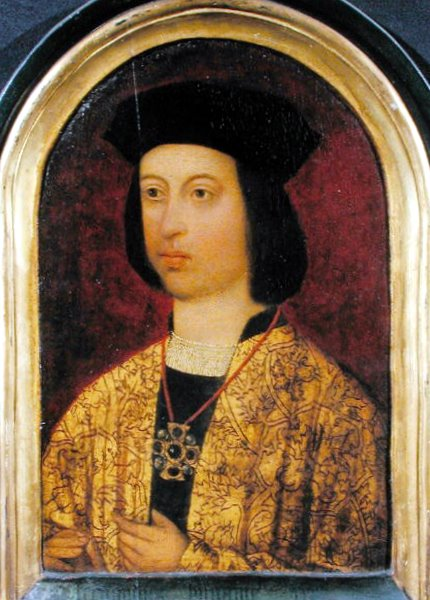
Fernando II de Aragón

Cuando el papa Sixto IV promulga la bula que otorgaba el derecho de nombrar inquisidores a los reyes Isabel y Fernando, este último todavía no era el soberano de la Corona de Aragón, por lo que cuando en enero de 1479 Fernando ya es efectivamente rey de Aragón y de Valencia y conde de Barcelona, tiene que pedir permiso al papa en mayo de 1481 para nombrar inquisidores en estos estados. Pero el papa Sixto IV plantea varias objeciones. La principal es que en la Corona de Aragón desde el siglo XIII existía la inquisición medieval que todavía seguía actuando, aunque no con demasiado celo —entre 1460 y 1467 en Valencia se había procesado a quince presuntos judaizantes; había habido condenas de herejes en Zaragoza en 1482—. El problema para el rey Fernando era que estos inquisidores dependían de los obispos y no de la Corona, como la inquisición instaurada en 1478.
El rey Fernando decide entonces imponer la nueva inquisición por la vía de los hechos y en diciembre de 1481 destituye a los inquisidores dependientes de sus respectivos obispos de Valencia y de Zaragoza, nombrando en su lugar a otros designados por él mismo. Pero el papa reacciona enérgicamente negando el derecho del rey Fernando a nombrar inquisidores porque cuando promulgó la bula de 1478 él todavía no era el soberano de la Corona de Aragón. En la bula del 18 de abril de 1482 el papa Sixto IV hace una durísima e insólita crítica a la actuación de los inquisidores

En Aragón, Valencia, Mallorca y Cataluña la Inquisición lleva tiempo actuando no por celo de la fe y la salvación de las almas, sino por la codicia de la riqueza, y muchos verdaderos y fieles cristianos, por culpa del testimonio de enemigos, rivales, esclavos y otras personas bajas y aún menos apropiadas, sin pruebas de ninguna clase, han sido encerradas en prisiones seculares, torturadas y condenadas como herejes relapsos, privadas de sus bienes y propiedades, y entregadas al brazo secular para ser ejecutadas, con peligro de sus almas, dando un ejemplo pernicioso y causando escándalo a muchos

A continuación el papa establece en la bula que en lo sucesivo los inquisidores actuarán conjuntamente con delegados de los obispos, comunicarán el nombre de los testigos de cargo, se permitirá a los acusados la asistencia de un abogado, solo se utilizarán las cárceles eclesiásticas y se admitirá apelar a Roma.
La réplica del rey Fernando por medio de una carta con fecha del 13 de mayo de 1482 es no menos contundente:

Su Santidad… tiene un deber para con la Inquisición. Por si acaso hubieran sido hechas concesiones [a los conversos] por la persistente y astuta persuasión de los citados conversos, no pienso permitir jamás que surtan efecto. Tenga cuidado por lo tanto de no permitir que el asunto vaya más lejos, y de revocar toda concesión, encomendándonos el cuidado de esta cuestión

Cinco meses después, el papa suspendió la bula y la actividad de la inquisición en los estados de la Corona de Aragón. En octubre de 1483, el papa cede completamente a la presión del rey y nombra a Torquemada inquisidor general también para la Corona de Aragón. De esta forma "la Inquisición española quedaba unida bajo un solo mando", "convirtiéndose en la única institución cuya autoridad abarcaba todos los reinos de España".

### La oposición a la inquisición en la Corona de Aragón
A diferencia de Castilla donde la oposición a la inquisición "fue escasa ", en la Corona de Aragón se dio una fuerte resistencia a su implantación, encabezada por las instituciones de sus estados que alegaron que violaba los fueros de cada uno de ellos —algunas de las sanciones que aplicaba, como la confiscación de bienes, era contraria a ellos—, y además sus fueros tampoco permitían que los naturales de otros reinos pudieran ocupar cargos, ya que Torquemada y la mayoría de inquisidores que había nombrado eran castellanos y por tanto extranjeros. También afirmaban que no había herejes allí, como lo hizo la Diputación General de Aragón que escribió al rey diciéndole que aqueste reyno es de cristianos.
La hostilidad a la inquisición en el reino de Aragón la describe así el cronista Jerónimo Zurita:

Comenzáronse de alterar y alborotar los que eran nuevamente convertidos de linaje de los judíos, y con ellos muchos caballeros y gente principal, publicando que aquel modo de proceder era contra las libertades del reyno, porque por este delito se les confiscan los bienes y no se les daban los nombres de los testigos que deponían contra los reos, que eran dos cosas muy nuevas y nunca usadas, y muy perjudiciales para el reyno

Las primeras instituciones en mostrar su oposición fueron las cortes del Reino de Valencia reunidas en 1484 y poco después le siguieron las cortes del Reino de Aragón y las cortes catalanas. El rey Fernando respondió que los fueros no podían ser invocados cuando está en juego un bien superior —la defensa de la fe— y además alegó que la inquisición era una institución creada por el papa y que por tanto su autoridad estaba por encima de la de las cortes, presentando así la inquisición, en cierto modo, como si fuera una institución de derecho divino, superior a las instituciones humanas.
En una carta que envió a los nobles principales y al resto de miembros de las cortes del reino Aragón el rey defendió la existencia de la nueva inquisición:

No hay la menor intención de infringir los fueros, sino más bien la de reforzar su observancia. No puede imaginarse que vasallos tan católicos como los de Aragón pedirían, o que reyes tan católicos concederían, fueros y libertades adversas a la fe y favorables a la herejía. Si los antiguos inquisidores hubieran actuado concienzudamente de acuerdo con los cánones, no habría habido causa para traer estos nuevos; pero no tenían conciencia y estaban corrompidos por el soborno.

Si hay tan pocos herejes como se dice, no hay por qué temer a la Inquisición. No hay que impedirle que secuestre, confisque o haga cualquier otro acto necesario, para asegurarse de que a ninguna causa o interés, por grande que sea, se le permitirá que interfiera con sus procedimientos en el futuro, como ocurre ahora.

En el reino de Aragón, fray Gaspar Juglar y el canónigo Pedro Arbués, fueron nombrados inquisidores, pero en Teruel las autoridades les negaron la entrada en la ciudad y aquellos respondieron con la excomunión de los magistrados y de todos los habitantes de la villa. El clero de Teruel recurrió entonces al papa que revocó la excomunión y, por su parte, el municipio escribió al rey para protestar de que venían a fer la Inquisición con el deshorden que lo han fecho en Castilla. La Diputación General de Aragón les dio su apoyo dirigiéndose también al rey afirmando que no había herejes allí y que los que hubiera debían ser tratados con monestaciones e persuasiones, no con violencia. La respuesta del rey Fernando fue contundente. En febrero de 1485 ordenó que tropas castellanas se situaran en la frontera con el reino de Aragón para obligar a las autoridades a que apoyaran y ayudaran a los inquisidores. Así fue como se acabó la resistencia de Teruel a la implantación de la Inquisición.
En el reino de Valencia el conflicto se planteó a causa de que ya existían allí dos inquisidores pontificios nombrados en 1481, Juan Cristóbal de Gualbes y Juan Orts. En marzo de 1484 Torquemada los destituyó y nombró en su lugar al aragonés Juan de Épila y al valenciano Martín Íñigo, lo que levantó las protestas de las instituciones del reino. La Junta d'Estaments escribió al rey para que la Inquisición se faça amb persones del regne y para que se pusiera fin al secreto de los testigos de cargo. El rey les contestó que los fueros no debían ser utilizados para proteger a los herejes y si en aquel reyno hay tan pocos hereges como dizen, tanto es de maior admiración que tengan temor de la Inquisición —dijeron sus enviados— pero como la resistencia continuó, entonces recurrió a las amenazas.
En el principado de Cataluña el conflicto con las instituciones fue similar al del reino de Valencia ya que se planteó a raíz del nombramiento por Torquemada en mayo de 1484 de dos inquisidores y la destitución al mismo tiempo del inquisidor pontificio, Joan Comes, nombrado por el papa en 1461 a petición de la ciudad de Barcelona. Las autoridades civiles y eclesiásticas catalanas protestaron inmediatamente al rey y conde de Barcelona porque el nombramiento iba contra llibertats, constitucions i capítols per vostre Magestat solempnialmente jurats. Fernando les contestó que per ninguna causa ne interés, per grante e evident o de qualsevol qualitat que sia, no havem a donar loch en que la dita inquisició cesse. Pero los consellers de Barcelona volvieron a insistir en diciembre de 1485 preocupados por el daño que estaba sufriendo la ciudad a causa de los conversos que se habían visto obligados a emigrar: havem vist dona causa a la perdició e desviamente de aquesta terra la inquisició que vostra altesa hi vol introduir… Los pochs mercaders que eren restats e fahien la mercadería, han cessat de aquella… Los regnes stranys se fan richs e gloriosos del despoblar de aquesta terra. Un poco después reiteraron que la ciudad quedaría totalmente, si dita Inquisició se fahia, despoblada, destroida e perduda. Una primera solución se encontró con la destitución de todos los inquisidores, incluido el pontificio, por el papa Inocencio VIII, pero la designación del inquisidor que los sustituyera se dejó en manos de Torquemada y este nombró al castellano Alonso de Espina, lo que de nuevo levantó las protestas de los consellers porque los inquisidores actuaban contra leys, practiques, costums e libertats de la dita ciutat. Finalmente el rey obligó a las instituciones catalanas a que aceptaran al nuevo inquisidor bajo la amenaza de que a Cataluña le ocurriría lo mismo que a Teruel, que se había perdido por no obedecer a la Inquisición.
Como la resistencia institucional no estaba dando ningún fruto, algunos conversos del reino de Aragón decidieron pasar a la acción y asesinar a un inquisidor. En enero de 1485 había muerto el inquisidor Gaspar Juglar y entonces corrió el rumor de que había sido envenenado por los conversos. El otro inquisidor, Pedro Arbués, sufrió dos atentados de los que logró salir indemne, pero en el tercero, que tuvo lugar en la noche del 14 al 15 de septiembre de 1485, ocho asesinos a sueldo lo matan en la catedral de Zaragoza mientras estaba rezando frente al altar mayor. La cota de malla que llevaba debajo del hábito no le salva porque los homicidas, que lo saben, le apuñalan en el cuello. "Los asesinos escaparon mientras los canónigos de la catedral acudían presurosos y encontraban al inquisidor agonizando". Arbués moría dos días después, el 17 de septiembre.

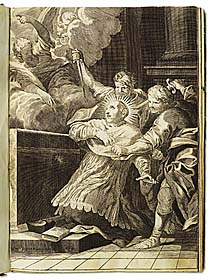
Grabado de Pedro de Villafranca acerca del asesinato del inquisidor del reino de Aragón Pedro Arbués.

El crimen de Arbués suscitó el horror y la indignación en todo el reino y acrecentó el odio hacia los conversos —y hacia los judíos— sobre todo cuando se detuvo a los asesinos y se comprobó que habían sido pagados por conversos —los autores del crimen, sus cómplices e instigadores fueron juzgados y ejecutados en 1486 tras la celebración de sucesivos autos de fe—. A uno de los asesinos "le cortaron las manos y las clavaron en la puerta de la Diputación, tras lo cual fue arrastrado hasta la plaza del mercado, donde fue decapitado y descuartizado, y los trozos de su cuerpo colgados en las calles de la ciudad [de Zaragoza]. Otro se suicidó en su celda un día antes del tormento, rompiendo una lámpara de cristal y tragándose los fragmentos; sufrió el mismo castigo, que fue infligido a su cadáver". Las represalias se prolongaron hasta 1492 y los miembros de las principales familias conversas aragonesas, acusados de estar implicados en la conspiración, fueron detenidos y condenados a muerte por la inquisición, destruyendo "de modo efectivo la influencia de los cristianos nuevos en la administración aragonesa".
La repulsa por el crimen fue hábilmente utilizada por el rey Fernando para vencer cualquier resistencia que quedara a la implantación de la inquisición. "Organiza unos funerales solemnes para la víctima, como si se tratara de un mártir de la fe. En diciembre de 1487, la ciudad de Zaragoza manda construir un espléndido mausoleo para los restos de Arbués, con un bajorrelieve que representa la escena del asesinato. En 1490, el municipio financia dos lámparas de plata maciza que coloca ante la tumba, en la catedral; una de esas lámparas arde día y noche. Estos hechos pronto se convirtieron en leyenda".
Sin embargo, la oposición de las instituciones de los estados de la Corona de Aragón continuará durante bastante tiempo. En las cortes reunidas en Monzón en 1510-1512 el rey Fernando se compromete a reformar la inquisición, pero en cuanto se cierran estas tras la concesión del impuesto extraordinario que había solicitado, alega que la promesa le había sido arrancada bajo coacción y no la cumple, tras conseguir que el papa Julio II le exima de su juramento.

## La llegada del nuevo rey Carlos I y la última oportunidad de reformar la inquisición

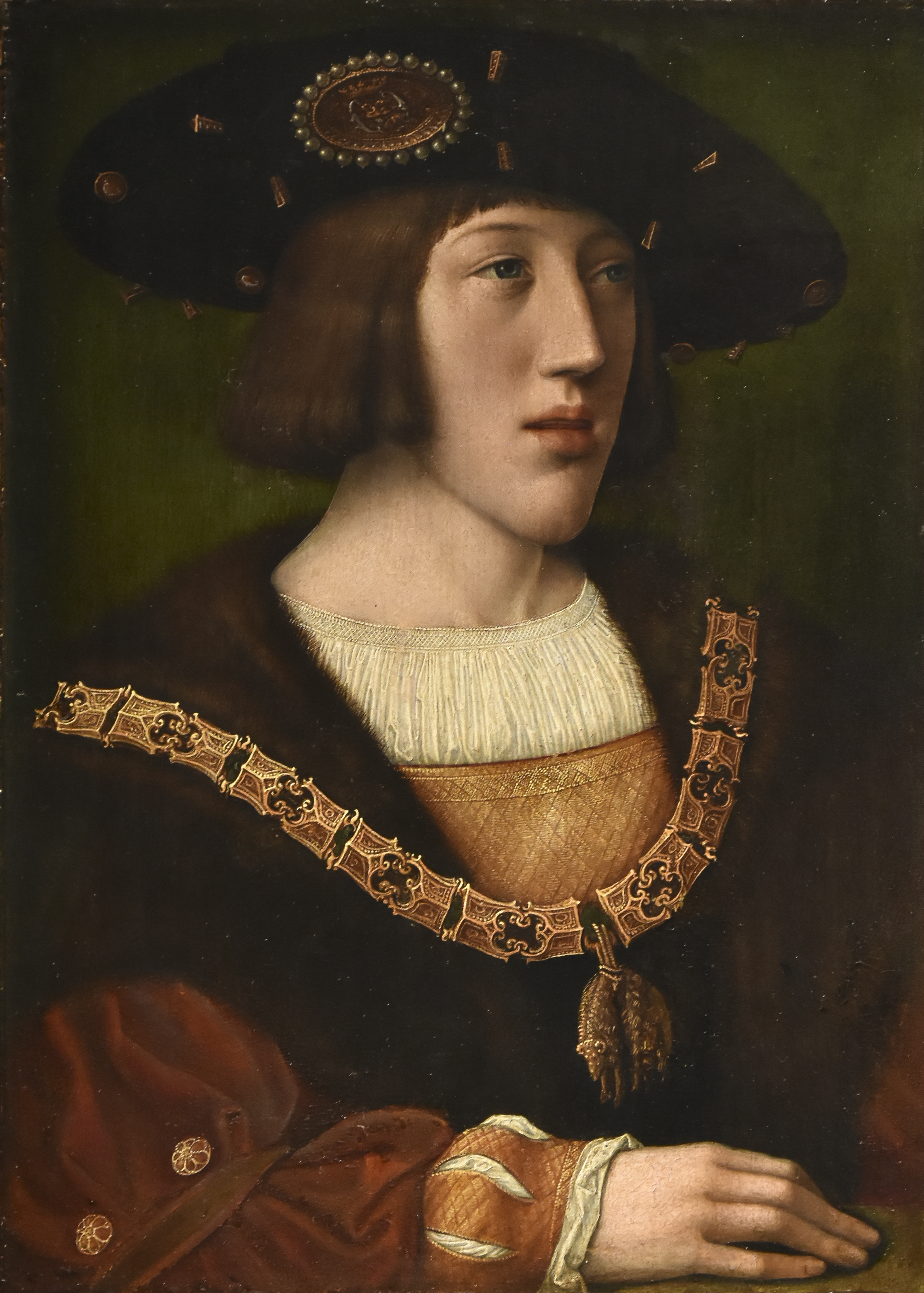
Retrato del rey Carlos I.

En 1517, poco antes de la llegada a España del nuevo rey Carlos I, nieto de los Reyes Católicos, circuló el rumor de que este estaba decidido a llevar a cabo un cambio decisivo en el proceso inquisitorial: que los acusados conocieran los nombres de los testigos de cargo. El regente e inquisidor general, el cardenal Cisneros, se alarmó por este rumor y escribió una carta a Carlos en la que le decía que las reglas de la inquisición en jamás tendrán necesidad de reformación y será pecado mudarlas.
En las primeras cortes de Castilla presididas por el rey, celebradas en Valladolid en febrero de 1518, los procuradores pidieron que su alteza provea que el oficio de la Santa Inquisición proceda de manera que se mantenga la justicia, y que los réprobos sean castigados y no sufran los inocentes. En su propuesta de reforma de la inquisición incluían que en el proceso inquisitorial se observaran las formalidades legales y que los inquisidores fueran hombres respetables y letrados. Como resultado de estas peticiones se elaboraron una serie de directrices para el funcionamiento de la inquisición —por iniciativa del canciller real Jean Sauvage— en cuyo preámbulo se decía:

por los acusados no haber podido ser plenamente defendidos, muchos inocentes y no culpados deste delito han padecido muertes, daños y opresiones, injurias e infamias e intolerables fatigas.. y muchos nuestros vasallos se han ido y ausentado de estos nuestros reynos; y (como la experiencia ha mostrado) generalmente estos nuestros reynos han recibido grandes fatigas y daños; y han sido y son gravemente infamados de este crimen por todo el mundo.

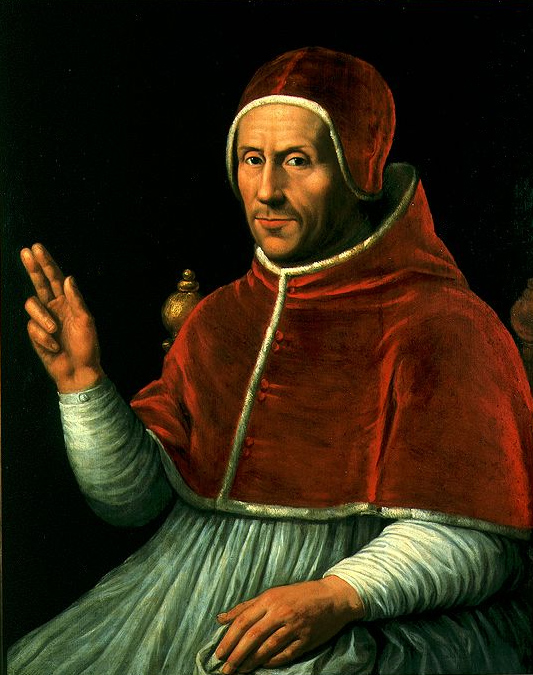
Adriano de Utrecht, elegido papa en 1523

Según Henry Kamen, "las reformas propuestas incluían disposiciones a fin de que los reos fueran trasladados a cárceles abiertas y públicas, donde pudieran recibir visitas y ser asistidos por abogados, así como de que se les informase de qué se les acusaba en el momento de la detención y se les diera a conocer el nombre de los testigos de cargo; además, los bienes de los acusados no podrían ser confiscados y vendidos antes de que se emitiera un veredicto, ni se podrían utilizar para pagar los salarios de los inquisidores. Se permitiría a los acusados asistir a misa y recibir los sacramentos mientras estaban a la espera de juicio y se tomarían las precauciones debidas para que los condenados a cadena perpetua no murieran de hambre. Si se empleaba la tortura, debería hacerse con moderación y se evitarían las ásperas y nuevas invenciones de tormentos que hasta aquí se han usado en este oficio. Cada una de estas cláusulas indica la existencia de males a los que la nueva pragmática intentaba poner remedio".
"De haber sido aprobadas estas directrices, habría surgido un tribunal completamente diferente. Se habría levantado del todo el peso del secreto y con ello habrían disminuido considerablemente las posibilidades de cometer abusos", afirma Henry Kamen. Pero el nuevo inquisidor general nombrado por el rey Carlos, el cardenal Adriano de Utrecht se opuso radicalmente a que se introdujeran estas reformas y, además, el canciller real Sauvage, el principal impulsor de los cambios, murió en julio de 1518.
Las cortes del reino de Aragón, al igual que las de Castilla, presentaron al rey Carlos una lista de treinta y un artículos de reforma de la inquisición cuando se reunieron en Zaragoza, que eran prácticamente los mismos que aparecían en las directrices redactadas a instancias de Sauvage. El rey aprobó la lista de cambios pero en cuanto se clausuraron las Cortes pidió a Roma que fueran anulados y la dispensa del juramento que había hecho. Además, la inquisición detuvo al notario de las Cortes que había autentificado la firma del rey acusándolo de haberla falsificado. Entonces los miembros de las Cortes apelaron al papa León X quien les dio la razón y revocó todos los privilegios especiales concedidos a la inquisición por sus antecesores, pero cuando el rey se negó a publicar las órdenes papales y presionó al papa este dio marcha atrás. Lo único que se consiguió fue que el notario de las cortes fuera liberado por la inquisición. Las cortes de Cataluña intentaron lo mismo pero también fracasaron ante la negativa del rey a introducir cambios en la Inquisición. En abril de 1520 el rey Carlos escribía en una carta que en las Cortes de Aragón y Cataluña el dicho Santo Oficio ha sido vexado y desfavorecido de algunas personas que poco celaban en su conservación y se han procurado muchas cosas en su derogación.